# Dorfkirche Reichenberg (Moritzburg)

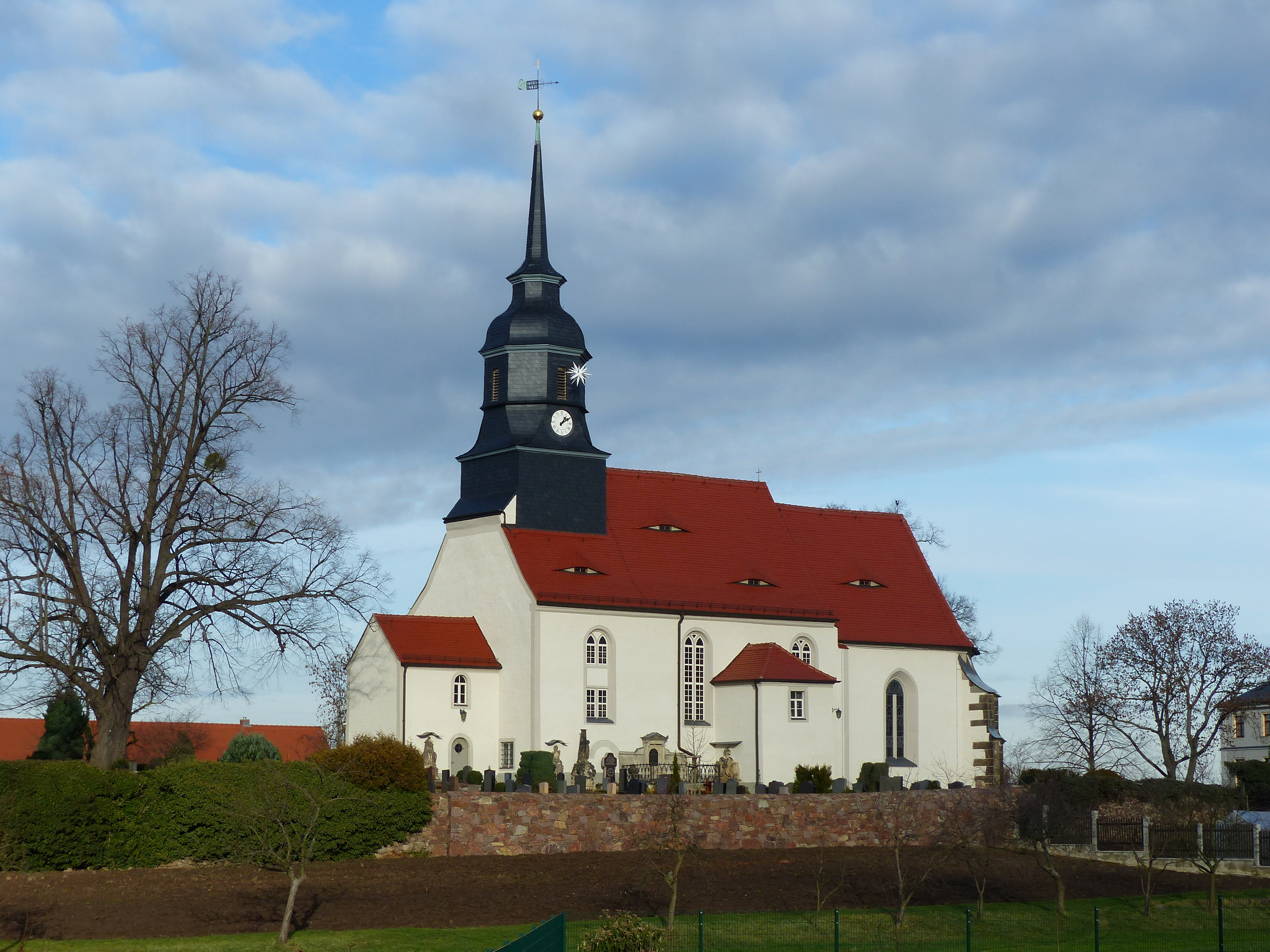
Dorfkirche Reichenberg (Moritzburg)

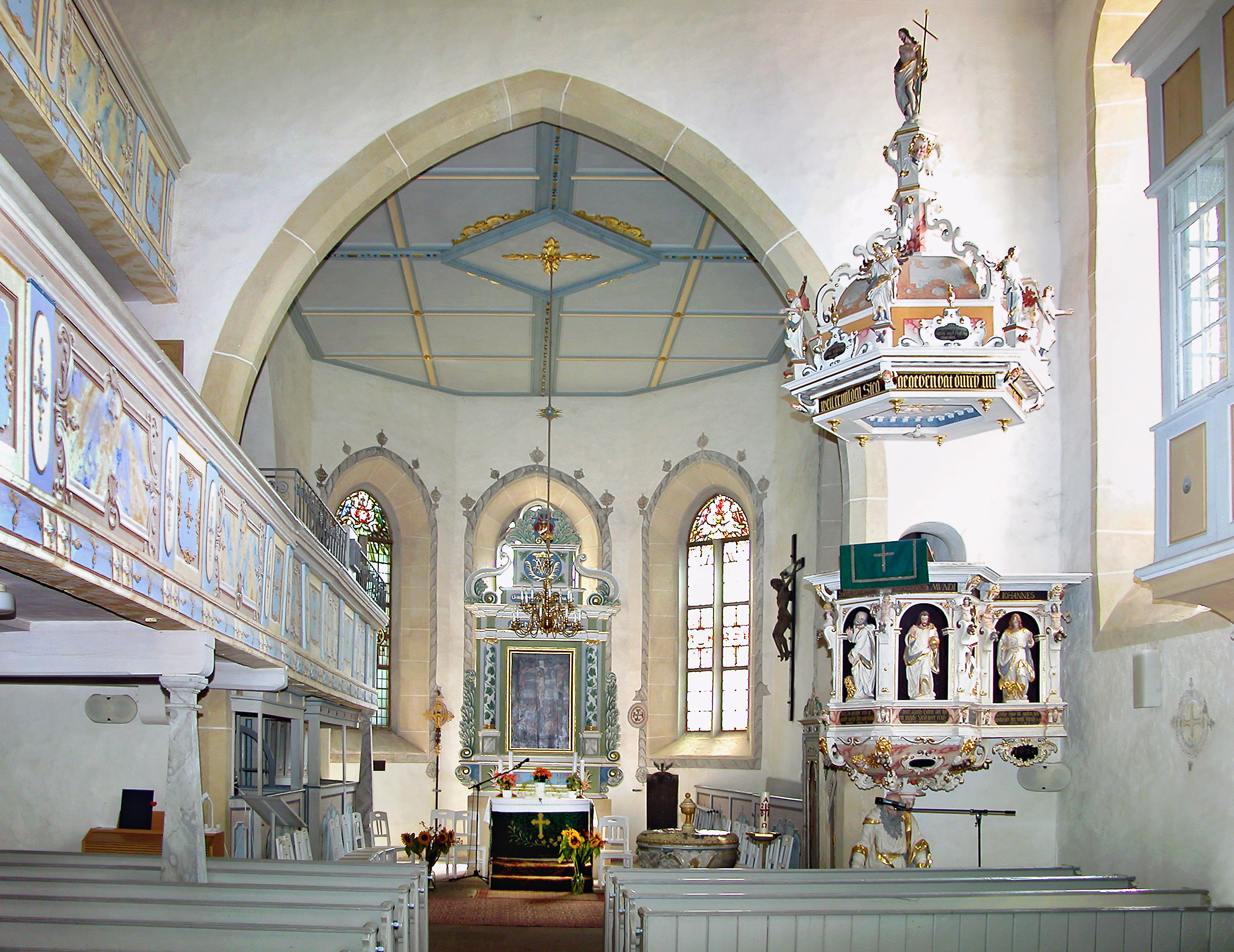
Innenansicht zum Altar

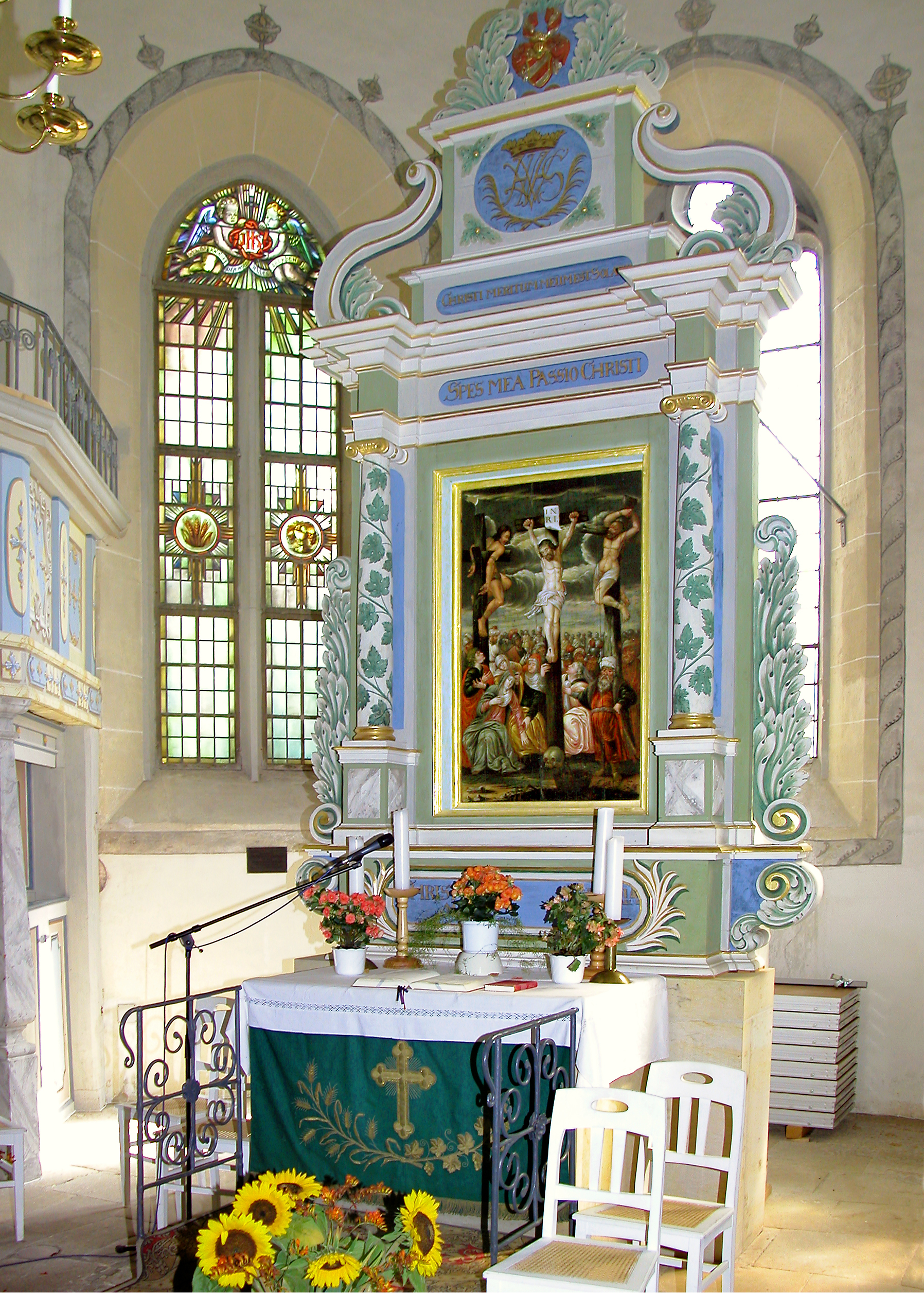
Altar

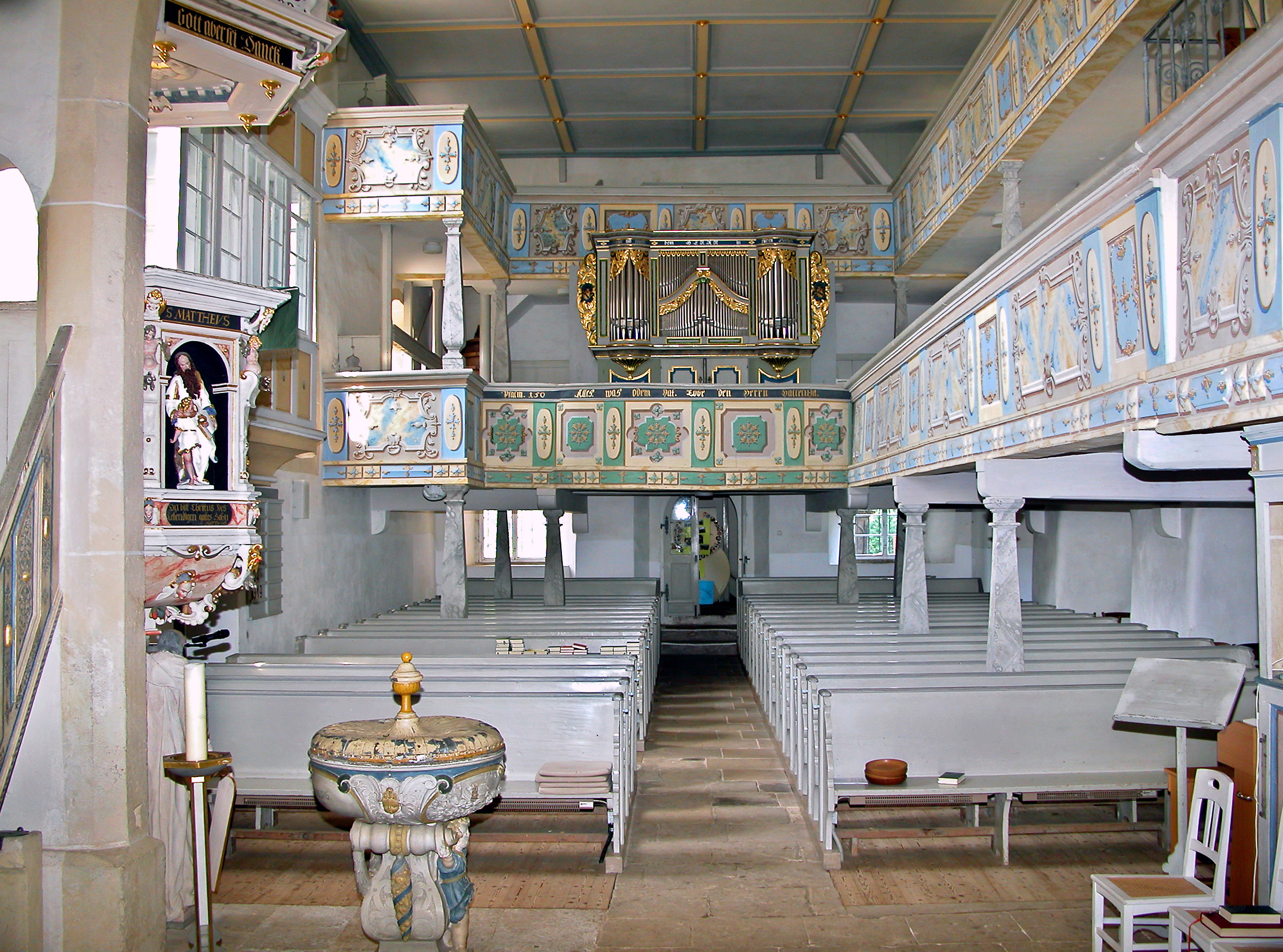
Blick zur Orgel

Die evangelische Dorfkirche Reichenberg ist eine im Kern romanische, mehrfach umgebaute Saalkirche im Ortsteil Reichenberg von Moritzburg im Landkreis Meißen in Sachsen. Sie gehört zum Kirchspiel in der Lößnitz im Kirchenbezirk Meißen der Evangelisch-Lutherischen Landeskirche Sachsens.

## Geschichte und Architektur
Die ursprünglich romanische Saalkirche wurde in den Jahren 1513/14 (nach Datierung in den Chorfenstern) mit einem Neubau des Chores und der Sakristei vervollständigt und im 19. Jahrhundert mit einem nördlichen Seitenschiff versehen. Das Bauwerk ist ein verputztes Bruchsteinbauwerk mit langgestrecktem Saal und eingezogenem Chor mit Fünfachtelschluss, der mit vier Strebepfeilern aus Sandstein versehen ist. An der Nordseite befindet sich ein schmaler niedriger Anbau, an der Nordostseite die zweigeschossige Sakristei. Am Chor sind noch spätgotische Fenstergewände, am Saal Rundbogenfenster des 18. Jahrhunderts erhalten. Über dem Westgiebel erhebt sich ein eleganter Dachreiter mit reich gegliederter achteckiger Haube aus der Zeit um 1670. An der Südseite sind Reste eines romanischen Portals zu sehen.
Der Chor ist vom Saal durch einen spitzbogigen Triumphbogen abgesetzt, in Saal und Chor sind flache Holzdecken mit einfacher Kassettierung durch aufgelegte Leisten eingezogen, die Sakristei ist mit Kreuzgewölbe geschlossen. Am Eingang an der Südseite und am Portal der Sakristei sind spätgotische Pforten, weitere Pforten bildeten den ehemaligen westlichen Zugang. Im Chor sind ornamentale Malereien um die Fenstergewände aus der Erbauungszeit erhalten. Im Innern sind zweigeschossige hölzerne Emporen an Nord- und Westseite vom Anfang des 17. Jahrhunderts eingebaut, die florale Bemalung stammt aus der Zeit um 1730 und wurde in den Jahren 1979/80 restauriert. An der Nordseite reicht eine Empore bis in den Chorraum, darunter befindet sich das Chorgestühl mit noch erhaltener Renaissance-Malerei vom Ende des 16. Jahrhunderts.

## Ausstattung
Das Hauptstück der Ausstattung ist ein barockes Altarretabel mit einem eingesetzten Gemälde auf Holz mit einer Abendmahlsszene aus der Cranach-Schule. Die hölzerne Renaissance-Kanzel ist mit der Jahreszahl 1620 datiert. Das reiche Knorpelwerk an Korb und Schalldeckel weist auf eine Datierung auf das dritte Viertel des 17. Jahrhunderts hin. Der achteckige Korb wird von einer lebensgroßen Mosesfigur getragen und ist mit Nischen versehen; in diesen sind Figuren des Salvators und der Evangelisten eingestellt; der Schalldeckel ist mit Engeln und dem Auferstandenen verziert. Zwei Taufsteine sind erhalten, der eine ist romanisch mit Rundbogenfries. der andere wurde um 1620 von Philipp Knauth gestiftet und zeigt in Sandstein die Darstellungen der Sintflut und der Arche Noah an der Schale. Die Orgel von Jacob Oertel aus dem Jahr 1760 wurde im Jahr 1963 durch Reinhard Schmeisser aus Trachenau bei Borna im Kreis Leipziger Land wegen Devastierung des Orts und der Kirche zunächst in die Kunigundenkirche in Borna und von dort im Jahr 1987 durch Rühle hierher gebracht. Ein spätgotisches Holzkruzifix ist an der Südseite des Chores angebracht.
Einige Grabdenkmäler des 17. und 18. Jahrhunderts sind an der Fassade aufgestellt, darunter die Grabplatte des Kindes Philipp Knauth († 1621), eine Sandsteinplatte mit der Darstellung eines von Engeln getragenen Kindes an der Südseite der Kirche.